# Anderson Mazoka
Anderson Kambela Mazoka (* 22. März 1943; † 24. Mai 2006 in Südafrika) war ein sambischer Politiker und Präsidentschaftskandidat.
Mazoka erwarb 1969 den akademischen Grad eines Maschinenbauingenieurs nach einem Studium am Union College.
Nach dem Studium wurde Mazoka unter anderem vom früheren Staatspräsidenten Kenneth Kaunda zum Generaldirektor der Eisenbahngesellschaft Zambia Railways ernannt. Später war er Präsident der sambischen Anglo-American Corporation (Südafrika).
Der Vorsitzende der größten sambischen Oppositionspartei United Party for National Development (UPND) kandidierte bei der Wahl in Sambia 2001 für seine Partei für die Präsidentschaft und wurde mit 27,2 Prozent der Wählerstimmen zweiter hinter dem jetzigen Präsidenten Levy Mwanawasa. Mwanawasa errang dabei einen Vorsprung von 35.000 Stimmen, wobei internationale Wahlbeobachter bei Vorbereitung, Durchführung und Auszählung der Wahlen gravierende Mängel feststellten. Für die Wahl in Sambia 2006 organisierte er das Wahlbündnis United Democratic Alliance, dessen Vorsitzender er wurde und für das er für die Präsidentschaft kandidieren sollte.
Nachfolger des am 24. Mai 2006 an Nierenversagen verstorbenen Mazoka als Vorsitzender UPND wurde Hakainde Hichilema.